# Thémines
Thémines (occitanisch: Teminas) ist eine französische Gemeinde mit 242 Einwohnern (Stand 1. Januar 2022) im Département Lot in der Region Okzitanien. Thémines gehört zum Regionalen Naturpark Causses du Quercy.

## Lage
Thémines liegt am Flüsschen Ouysse in einer Höhe von ca. 320 Metern ü. d. M. am südwestlichen Rand des Zentralmassivs etwa auf der Grenze zwischen der fruchtbaren Region der Limargue und den sich davon stark unterscheidenden Kalkböden der Ségala. Der Ort befindet sich etwa auf halbem Weg zwischen Rocamadour bzw. Gramat und Figeac; die Stadt Cahors liegt etwa 63 Kilometer südwestlich.

## Bevölkerungsentwicklung
| Jahr      | 1962 | 1968 | 1975 | 1982 | 1990 | 1999 | 2006 | 2018 |
| Einwohner | 296  | 270  | 208  | 189  | 217  | 216  | 228  | 226  |

Im 19. Jahrhundert hatte der Ort stets zwischen 520 und 750 Einwohner. Infolge der Reblauskrise im Weinbau und der Mechanisierung der Landwirtschaft ging die Einwohnerzahl in der ersten Hälfte des 20. Jahrhunderts kontinuierlich bis auf die Tiefststände in den 1970er und 1980er Jahren zurück.

## Wirtschaft
Im Haut-Quercy wurde die Landwirtschaft in erster Linie zur Selbstversorgung betrieben, zu der bis ins 19. Jahrhundert hinein auch der Weinbau gehörte, der aber nach der Reblauskrise nahezu gänzlich aufgegeben wurde. Heute spielt – neben Landwirtschaft, Kleinhandel und Handwerk – der Tourismus in Form der Vermietung von Ferienwohnungen (gîtes) eine nicht unbedeutende Rolle im Wirtschaftsleben der Gemeinde.

## Sehenswürdigkeiten
- Die Markthalle (halle) stammt – je nach Quelle – aus dem 13. oder 17. Jahrhundert. Der Dachstuhl des hochaufragenden Daches ruht auf umlaufenden Architravbalken, die ihrerseits wiederum auf vier gemauerten Eckpfeilern und acht – schlanker dimensionierten – Mittelstützen aufruhen. Das Bauwerk wurde im Jahre 1951 als Monument historique eingestuft.[1]
- In der Grotte du Roucadou wurden einige prähistorische Gravuren entdeckt. Die Höhle wurde im Jahre 1964 als Monument historique eingestuft.[2]
- Die Grotte des Escabasses wurde im Jahr 1968 unter Schutz gestellt.[3]
- In der Ruine einer Wassermühle liegen noch mehrere Mühlsteine.

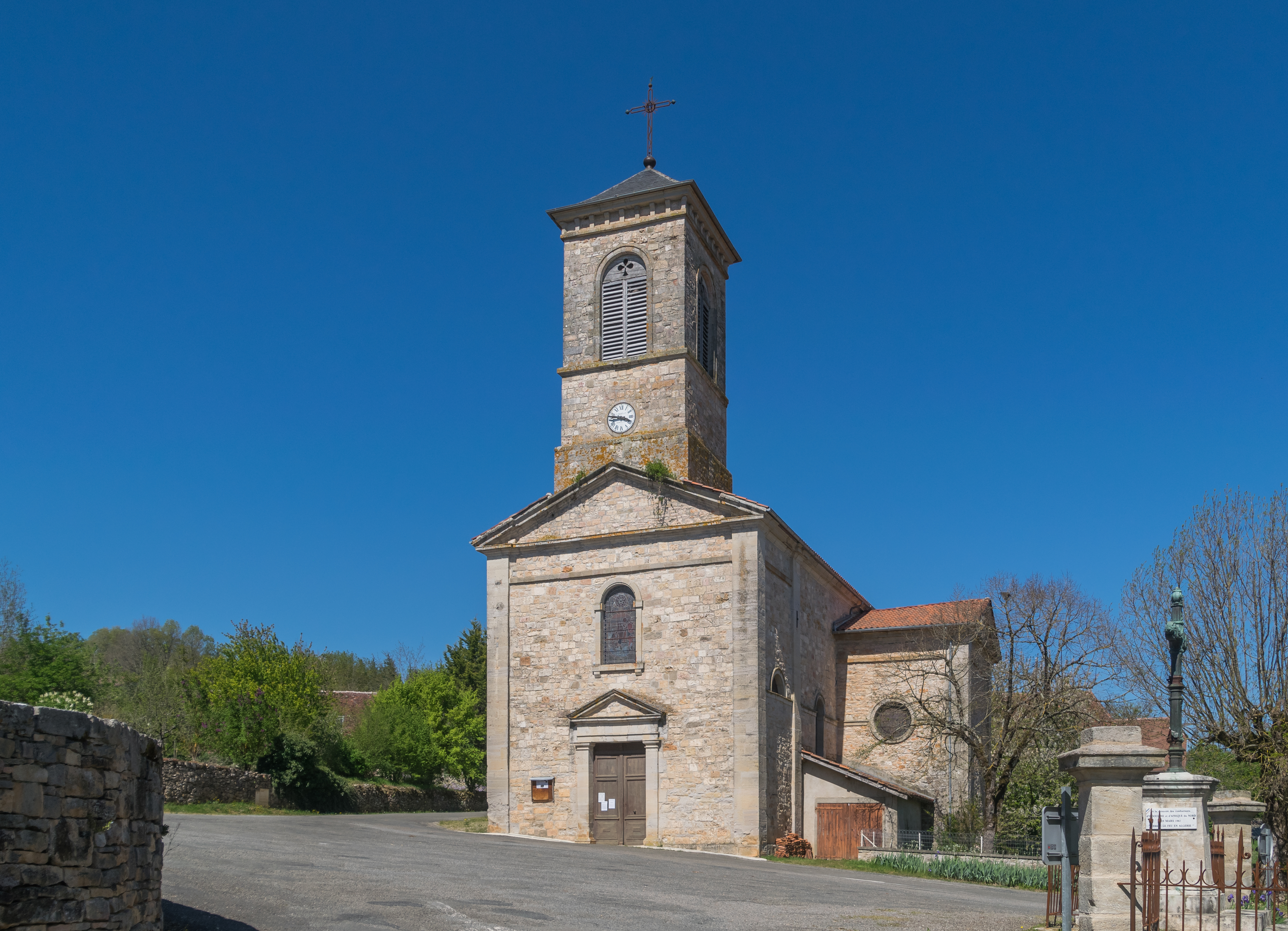
Kirche Saint-Eutrope

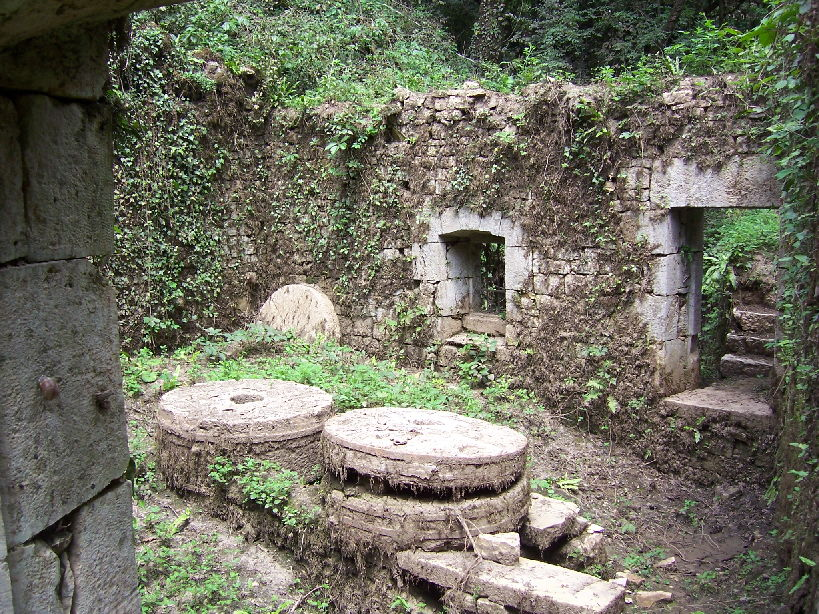
Ruine einer Wassermühle

- Kirche Saint-Eutrope